# NGC 1651
NGC 1651 ist ein Kugelsternhaufen der Großen Magellanschen Wolke. Er befindet sich im Sternbild Mensa und wurde 1834 von John Herschel mit einem 18,7-Zoll-Reflektor entdeckt.